# 노르아니자 이드리스
노르아니자 이드리스(말레이어: Noraniza Idris)는 "팝의 여왕"으로 불린 말레이시아의 가수이다. 별명과는 달리 그녀가 추구하는 장르는 전통 음악이지만, 여기에는 앵글로-아메리칸 팝이 혼합되어 있다. 노래들의 가사를 보면 전통 음악의 부활을 추구하기도 한다. 결혼식 가수로서 첫 활동을 시작했으며, 1985년 빈탕 RTM에 출연한 이후 유명세를 떨치기 시작했다. 1986년 첫 앨범 <Kaparinyo>를 시작으로 2013년까지 총 15개의 정규 앨범을 냈으며, 이 중 노래 <Kaparinyo>는 시티 누르할리자에 의해 리메이크되기도 했다.

## 앨범

### 정규 앨범
1. Kaparinyo (1986)
2. Nostalgia Malindo (1987)
3. Mengemis Rindu (1987)
4. Inginku Sandarkan Harapan (1988)
5. Masihkah Dirimu Menyayangiku (1990)
6. Noraniza Idris (1992)
7. Ala Dondang (1997)
8. Masyhur (1998)
9. Bekaba (1999)
10. Iktiraf (2000)
11. Aura (2002)
12. Sawo Matang (2004)
13. Lenggok 20 Tahun (2006)
14. Cintaku Satu (2010)
15. Primadona (2013)

### 듀엣 앨범
1. Seri Balas (1999)

### 컴플리케이션 앨범
1. Srikandi (1999)
2. Srikandi 2 (2002)

### 참여 앨범
1. Melayu Deli (1985)